# Skeppholmen, Lovisa
Skeppholmen är en ö i Finland. Den ligger i Finska viken och i kommunen Lovisa i den ekonomiska regionen  Lovisa i landskapet Nyland, i den södra delen av landet. Ön ligger omkring 58 kilometer öster om Helsingfors.
Öns area är 4,2 hektar och dess största längd är 320 meter i öst-västlig riktning.